# (13693) Bondar
(13693) Bondar est un astéroïde de la ceinture principale.

## Description
(13693) Bondar est un astéroïde de la ceinture principale. Il fut découvert le 4 octobre 1997 à Kitt Peak par le projet Spacewatch. Il présente une orbite caractérisée par un demi-grand axe de 2,59 UA, une excentricité de 0,19 et une inclinaison de 1,7° par rapport à l'écliptique.

## Compléments